# Latiblattella picturata
Latiblattella picturata är en kackerlacksart som beskrevs av Morgan Hebard 1921. Latiblattella picturata ingår i släktet Latiblattella och familjen småkackerlackor. Inga underarter finns listade i Catalogue of Life.